# Fuller Albright
Fuller Albright (ur. 12 stycznia 1900 w Buffalo, zm. 8 grudnia 1969 w Bostonie) – amerykański lekarz, endokrynolog.

## Życiorys
Urodził się w Buffalo (Nowy Jork), jako syn Johna Josepha Albrighta, przemysłowca i filantropa oraz Susan Fuller. Fuller Albright pochodził ze środowiska patrycjuszy. Uczęszczał do Nichols Day School, jednej z dwóch szkół założonych przez jego ojca. Okazał się wszechstronnym uczniem i sportowcem, w wieku 16 lat zdał egzamin na Harvard College. Zgłosił się na ochotnika, aby wstąpić do armii amerykańskiej podczas I wojny światowej, a w szkole oficerskiej zachorował na grypę, prawdopodobny zwiastun postencefalicznego parkinsonizmu, który stopniowo pogarszał jego funkcjonowanie w późniejszych latach. Uczęszczał do Harvard Medical School i rozpoczął staż rezydencyjny w Massachusetts General Hospital, instytucji, w której pozostał przez całą swoją karierę, z wyjątkiem 2 lat urlopu naukowego, jednego spędzonego w Wiedniu, a drugiego w Szpitalu Johnsa Hopkinsa w Baltimore. Ożenił się z Claire Birge w 1933 r., z którą miał dwoje dzieci.

## Kariera
Dzięki sponsorowaniu przez Jamesa Howarda Meansa, szefa działu medycznego Massachusetts General Hospital, i pod opieką Josepha Auba, pioniera badań klinicznych, Albright rozpoczął karierę w endokrynologii śledczej w odpowiednim czasie i miejscu. Aub właśnie rozpoczął badania nad przyczyną i leczeniem zatrucia ołowiem, badając żyjących pacjentów, zamiast polegać na sekcji zwłok przy stole autopsji. Massachusetts General Hospital postrzegało badania medyczne jako swój istotny cel instytucjonalny, a Means był zdecydowanym zwolennikiem „badań skoncentrowanych na badaczu”. Był także przekonany, że badania są najbardziej owocne, gdy obiecujący młody badacz jest zachęcany do realizowania swoich nieograniczonych, indywidualnych zainteresowań.
W 1934 r. Albright uzyskał tytuł naukowy Harvardu. Po zakończeniu edukacji zajmował się problematyką metabolizmu, zdobył specjalizację w medycynie wewnętrznej. Potem skoncentrował się na endokrynologii, a przede wszystkim na przysadce mózgowej. Jest uznawany za pioniera hormonalnych doustnych środków antykoncepcyjnych dla kobiet.